# Text + Kritik
TEXT+KRITIK ist eine literaturwissenschaftliche Fachzeitschrift, in der die wichtigsten deutschsprachigen Schriftsteller ausführlich von Wissenschaftlern, Kritikern und Autoren (als Kollegen) analysiert und vorgestellt werden.
Seit ihrer Gründung im Jahr 1963 wurde die Zeitschrift bis zu dessen Tod im November 2011 von Heinz Ludwig Arnold herausgegeben und erscheint im Verlag edition text + kritik (et+k) in München. Redakteure sind Meike Feßmann, Steffen Martus, Axel Ruckaberle, Michael Scheffel, Claudia Stockinger und Peer Trilcke. Das Redaktionskollegium des Heftes 1 über Günter Grass bestand aus Lothar Baier, Gerd Hemmerich, Jochen Meyer, Wolf Wondratschek und Heinz Ludwig Arnold.
Die Zeitschrift erscheint viermal im Jahr. Jedes Heft hat ein bestimmtes Thema, meist geht es um eine bestimmte Schriftstellerin oder einen bestimmten Schriftsteller bzw. um ein literarisches Thema. Vergriffene Hefte werden in der Regel durch Neuauflagen ersetzt (so liegt Heft 1 über Günter Grass mittlerweile in der 7. Auflage vor). Jährlich erscheint zudem ein Sonderband, in den letzten Jahren z. B. zu den Themen „Archiv“ (2020), „Digitale Literatur“ (2021), „Literarischer Journalismus“ (2022), „Literatur im öffentlichen Raum“ (2023). Anlässlich des 60-jährigen Bestehens erschien 2023 der Band „Außer der Reihe“ mit literarischen Beiträgen von Autorinnen und Autoren, denen in der Vergangenheit ein TEXT+KRITIK-Heft gewidmet war.
Seit der Gründung der Zeitschrift sind über 240 durchnummerierte Hefte erschienen, einige davon in mehreren veränderten Auflagen oder völligen Neufassungen – zusammen mit den Sonderbänden sind es in 60 Jahren über 350 unterschiedliche Ausgaben. Die meisten der neuen Ausgaben sind nach wie vor lieferbar.